# Colégio Naval
O Colégio Naval (CN) é uma instituição de ensino militar localizada na enseada Batista das Neves, no município de Angra dos Reis, estado do Rio de Janeiro, cuja missão é preparar candidatos para o ingresso no curso de graduação da Escola Naval, responsável pela formação de oficiais da Marinha do Brasil.

## A Instituição
O Colégio Naval é uma tradicional instituição da Marinha do Brasil, com mais de setenta anos de existência. Tem por objetivo a formação de seus Alunos para o posterior ingresso na Escola Naval, quando passam, então, a ser aspirantes. Os candidatos nele ingressam, anualmente, por concurso público. O curso dura três anos e equivale ao Ensino Médio, acrescido de instrução naval especializada.
É reconhecido nacionalmente como centro de excelência no ensino secundário no país, condição comprovada pelos últimos resultados obtidos pela instituição em avaliações realizadas pelo Governo Federal em todas as escolas públicas do Ensino Médio.
Desde 1998 porta a insígnia da Ordem do Mérito Militar, concedida pelo presidente Fernando Henrique Cardoso.

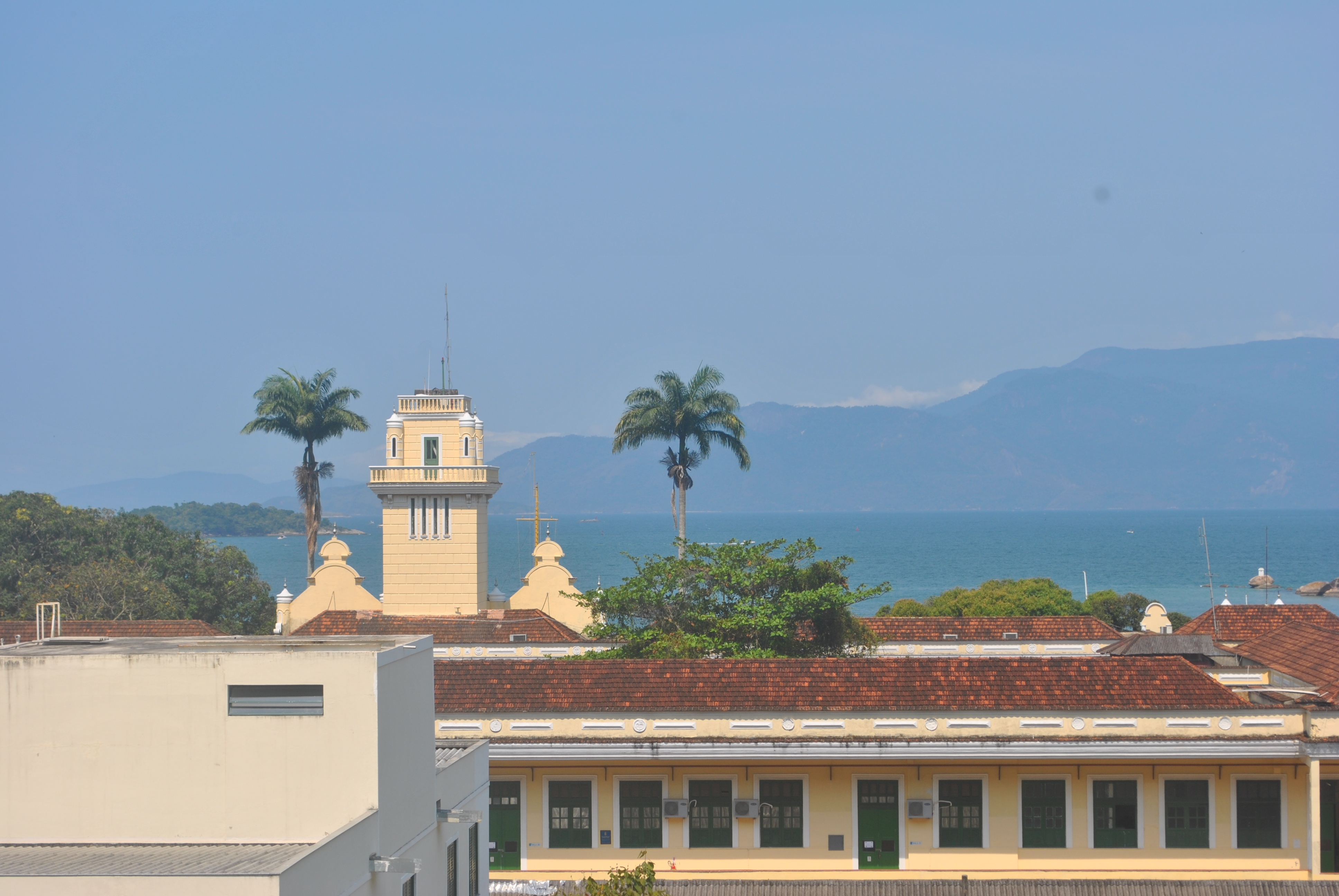
Vista da Torre

O aniversário da instituição é comemorado anualmente no dia 15 de agosto.

## Ensino

### Concurso
Para estudar no Colégio Naval deve-se prestar o CPACN (Concurso Público de Admissão ao Colégio Naval), realizado anualmente pela DEnsM, Diretoria de Ensino da Marinha. O CPACN é constituído de duas fases, sendo que a primeira é a de Matemática e Inglês, e a segunda, constituída pelas matérias Português, Estudos Sociais, Ciências e Redação, os candidatos aprovados na primeira fase realizarão a segunda fase. O concurso é a nível de Ensino Fundamental, e é disputado a nível nacional. É um dos concursos mais difíceis e concorridos da América Latina para essa faixa etária (15-18 anos), sendo recomendado alguns anos de preparo. O concurso ainda conta com um exame de saúde e um exame físico, no qual é necessário um bom preparo físico, além do exame psicológico, ambos os testes são eliminatórios.

### Adaptação

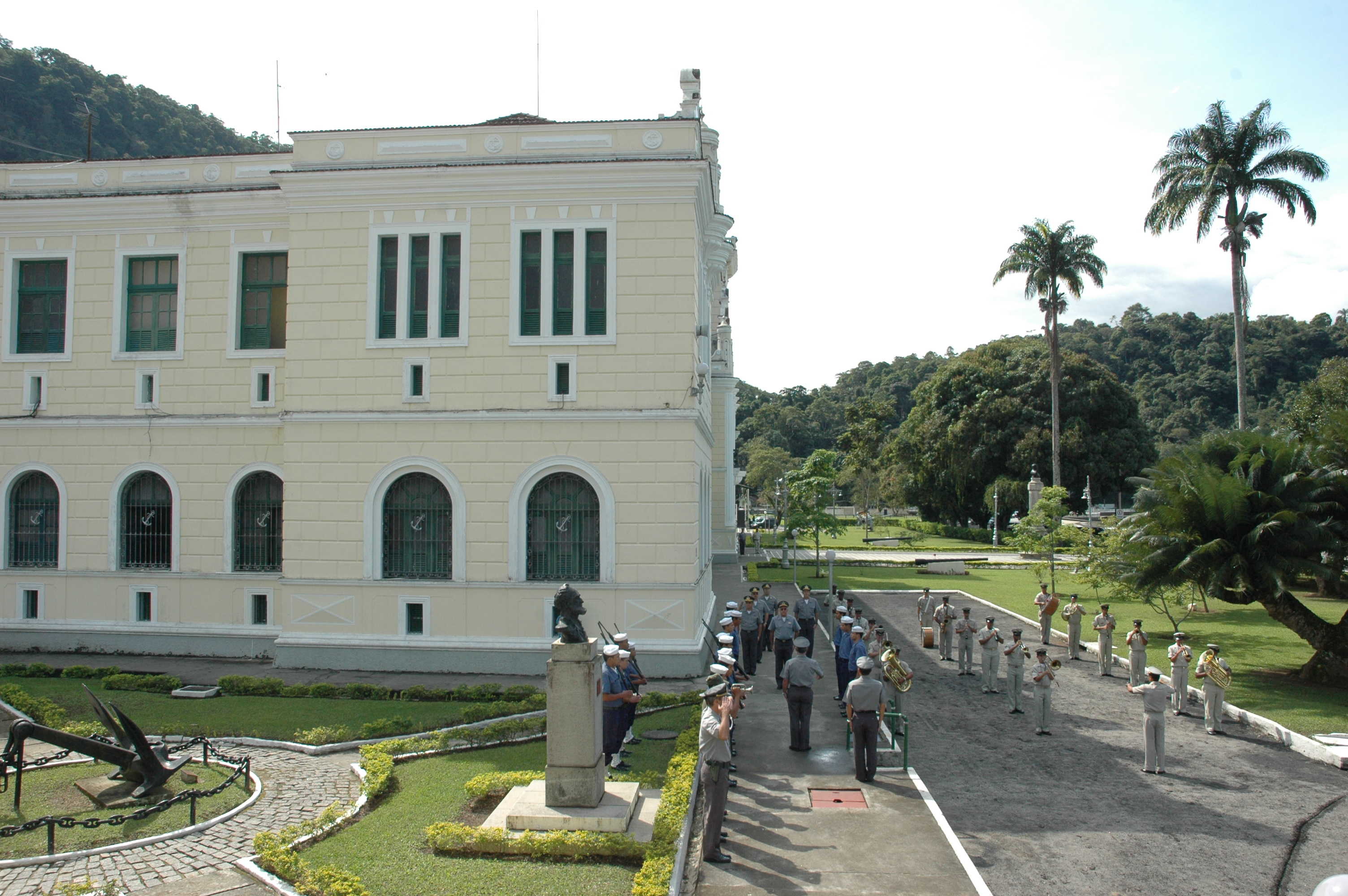

Após ser aprovado no concurso de admissão ao Colégio Naval, o candidato é submetido, antes do início do curso, ao período de adaptação. Esse período tem duração aproximada de três semanas, e tem como objetivo incutir ao "adaptando" os primeiros ensinamentos da doutrina militar e da futura rotina do curso. Durante esse tempo, o futuro Aluno permanece em regime de internato no Colégio Naval, sendo permitida a visita de parentes após a primeira semana. No final do período de adaptação, os adaptandos remanescentes da lista do início do período, além dos adicionados para preencher as vagas, executam a formatura do recebimento de platinas, que finalmente lhes confere o status de Aluno do Colégio Naval

### O curso
Após o período de adaptação, o Aluno ingressa no Curso de Preparação de Aspirantes, que tem por objetivo prepará-lo para o ingresso na Escola Naval. O curso tem duração de três anos, e é composto de três principais áreas: acadêmica, física e militar. Na parte acadêmica são recebidos ensinamentos em sala de aula referentes ao curso do Ensino Médio, além de instruções atinentes ao preparo militar-naval. Na parte física, os alunos treinam com professores em suas respectivas equipes, onde recebem os ensinamentos adequados para o desenvolvimento dentro das mesmas. Na parte militar, o Aluno recebe instrução de marcha, a fim de prepará-lo para cerimônias militares, além da escala de serviço.(Poderá sair no feriado e finais de semana).
O Corpo de Alunos é dividido em três anos escolares. Os recém matriculados após o período de adaptação tornam-se Alunos do 1º ano. Os Alunos são divididos em Companhias, sendo que cada uma delas é dividida em Pelotões. No CN, o comando dos Pelotões e Companhias é exercido pelos Alunos mais antigos, sendo que há um Comandante de Companhia, este Oficial, responsável por cada Companhia. O Corpo de Alunos, por sua vez, tem seu comando exercido pelo Comandante do Corpo de Alunos, normalmente um Oficial Superior. Tem como principal honraria acadêmica e militar-naval o Prêmio Honra ao Mérito Excepcional, que até o final de 2018, havia sido alcançado por apenas 10 (dez) formandos, contados desde sua criação, em 1956, pelo Almirante-de-Esquadra Antonio Alves Câmara Junior.

### NAE
Anualmente, em sistema de rotação das sedes, é realizada a NAE, competição esportiva entre as três escolas de formação das três Forças Armadas, Marinha, Exército e Aeronáutica, representadas respectivamente por Colégio Naval, EsPCEx e EPCAr. A competição tem como lema a "Amizade através do desporto", e tem por objetivo promover o companheirismo e o espírito de camaradagem entre os Alunos das três escolas. A NAE consta no calendário esportivo do CN como a principal competição esportiva do ano, e é composta das seguintes modalidades: Atletismo, Futebol, Natação, Tiro, Vôlei, Basquete, Xadrez, Orientação, Esgrima, Judô e Triatlon Militar. Na NAE de 2009, o CN obteve expressivos resultados, tendo vencido nas modalidades Atletismo, Esgrima (Individual), Futebol, Natação e Triatlo Militar (Individual).
A NAE é realizada desde 1965, tendo sido interrompida de 1992 a 1995, com o encerramento da atividades da EPCAr. Durante esse período, foram realizadas competições apenas entre a EsPCEx e o CN sob o nome de NAVEX.
A última edição da NAE (54°) foi realizada em setembro de 2024, no Colégio Naval em Angra dos Reis e contou com a presença de alunos, técnicos e torcidas das três forças que presenciaram quebra de recordes.

## Infraestrutura

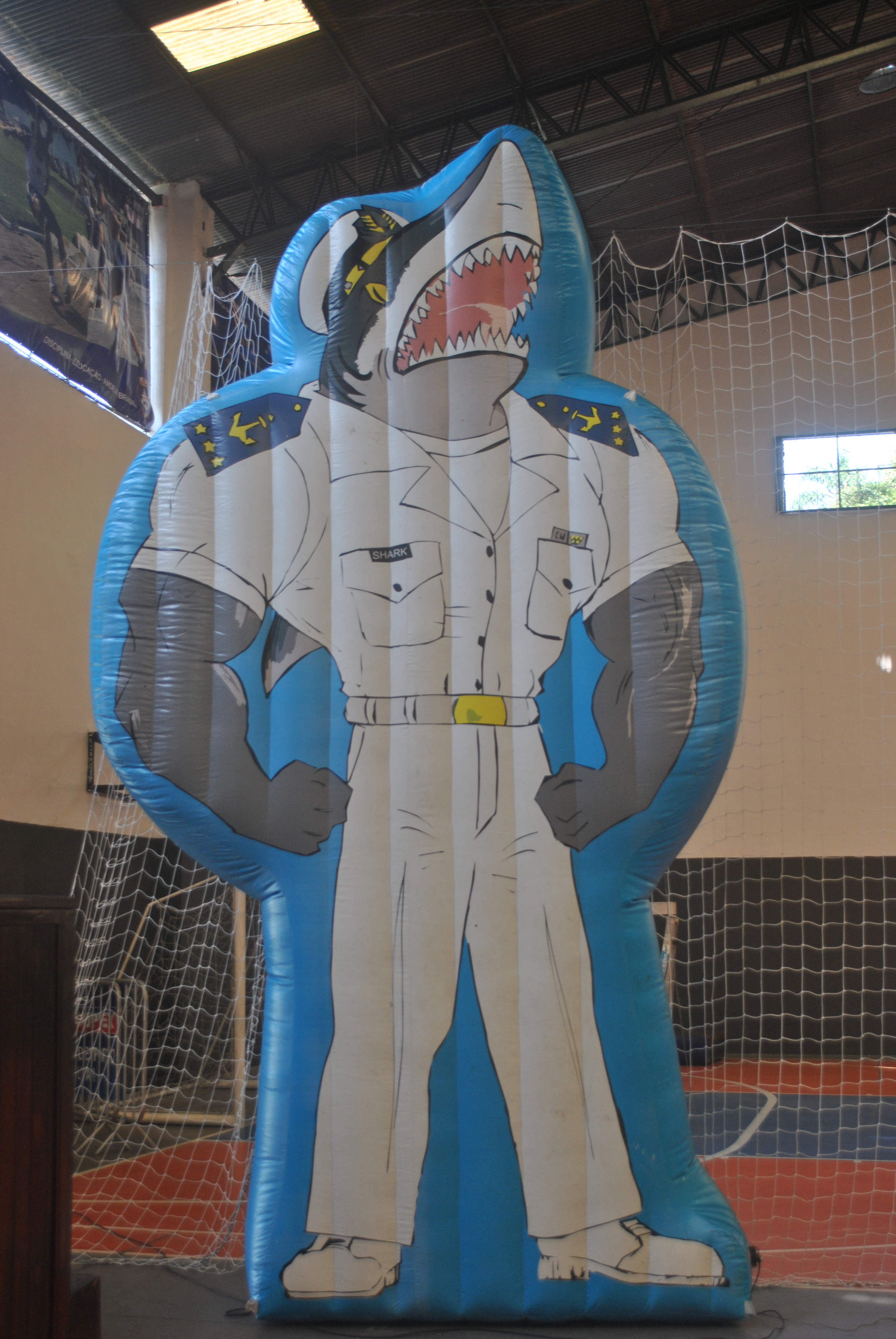
Mascote da equipe de Judô do CN

O Colégio Naval dispõe de ampla infra-estrutura para atender às necessidades para a formação dos Alunos. Além das salas de aula, onde são minstradas as matérias, e dos laboratórios de química e línguas, o CN possui também um ginásio poli-esportivo coberto com três quadras, quadras ao ar livre de futsal, vôlei, basquete e tênis. Há também campo de futebol, pista de atletismo, academia, estande de tiros, duas piscinas, sendo uma de 25 metros e outra olímpica, de 50 metros. Além da parte esportiva, há também capela, bar (lanchonete), lavanderia, auditório, salão de jogos e salão de recreação dos Alunos. As três turmas ficam em alojamentos separados, todos num prédio de três andares. Há também um alojamento reservado para visitantes. O refeitório dos alunos, nas horas das refeições, comporta todos os alunos. No interior do CN existe também uma boa estrutura médica, com enfermaria, farmácia e centros odontológico e de fisioterapia.

## SAG (Sociedade Acadêmica Greenhalgh)
Mantendo a estrutura das mais tradicionais escolas do mundo, o Colégio Naval tem uma sociedade acadêmica - a "Sociedade Acadêmica Greenhalgh" (SAG) -, a qual mantém diversos grêmios culturais e biológicos, além de organizar eventos de relevância no Ano Cultural do Corpo de Alunos como o Concurso de Oratória, o Concurso Literário e o Festival Interno da Canção. A SAG publica ainda, anualmente, a revista dos alunos, intitulada "A Fragata", a qual segue o mesmo padrão editorial dos Yearbook das academias militares de todo o mundo. A SAG é integrada pelos próprios Alunos, escolhidos por meio de eleição que ocorre durante o segundo ano do curso, em que os candidatos montam a chapa que disputará os cargos, ocupados durante o terceiro ano.